# 早川光 (特殊効果技師)
早川 光（はやかわ ひかる）は、日本の特殊効果技師。主にガンエフェクトを担当する。

## プロフィール
大阪府八尾市出身。横浜市在住。
なんばデザイナー学院専門学校 インダストリアルデザインを卒業。
2012年シャイニング代表。以降はガンエフェクトとして数多くの劇場用映画、Vシネマ、テレビドラマ、動画配信に参加する。

## 参加作品

### 映画
- RUN! 3films（2019年）[1]
- ONLY SILVER FISH TANK OF MARY'S ROOM（2018年）[2]
- フィッシュストーリー（2009年）[3]
- Zアイランド（2015年）

### Vシネマ
- 覇王〜凶血の連鎖〜（2017年）
ほか

### テレビドラマ
- SP 警視庁警備部警護課第四係（2007年、フジテレビ）
- 東京DOGS（2009年、フジテレビ）
- ハンチョウ～神南署安積班（3）（2010年、TBSテレビ）
- チームバチスタ3 アリアドネの弾丸（2011年、関西テレビ）
- 鍵のかかった部屋（2012年、フジテレビ）
- 未来日記 -ANOTHER:WORLD-（2012年、フジテレビ）
- 毒 ポイズン（2012年、読売テレビ）
- 確証～警視庁捜査3課（2013年、TBSテレビ）
- 緊急取調室（2014年、テレビ朝日）
- 世にも奇妙な物語（フジテレビ）※スペシャル版
- アンフェア（関西テレビ）※スペシャル版
- 天誅～闇の仕置人～（2014年、フジテレビ）
- ペテロの葬列（2014年、TBSテレビ）
- 警視庁ゼロ係（2016年、テレビ東京）
- 警視庁いきもの係（2016年、フジテレビ）
- 絶対零度3～未然犯罪潜入捜査～（2018年、フジテレビ）
- 教場（2020年、フジテレビ）
- MIU404（2020年、TBSテレビ）
- 未満警察 ミッドナイトランナー（2020年、日本テレビ）
- 24 JAPAN（2020年、テレビ朝日）
- TOKYO MER～走る緊急救命室～（2021年、TBSテレビ）
- 六本木クラス（2022年、テレビ朝日）

### 動画配信
- SICK'S～内閣情報調査室特務事項専従係事件簿（2018年、Paravi)